# Miguel Szilágyi Pauer
Miguel Szilágyi Pauer (1922 – 2015. október 4.) magyar származású uruguayi hegedűművész.

## Élete
Csatlakozott a Sodre Kamarazenei Együtteshez, amelynek 1954 és 1992 között ő volt a koncertmestere. Több uruguayi generáció klasszikus zenészeit oktatta. Feleségétől Irene Gergartól öt fia és egy lánya született, akik közül Gustavo, Víctor és Elizabeth szintén zenészek lettek. A zenekar 2015. október 16-án Montevideóban koncertet adott az emlékére, melyen Haydn és Smetana művei csendültek fel.